# Circuit de la Sarthe 2007
Il Circuit de la Sarthe 2007, cinquantacinquesima edizione della corsa, si svolse dal 10 al 13 aprile su un percorso di 674 km ripartiti in 4 tappe (la seconda suddivisa in due semitappe), con partenza a La Roche-sur-Yon e arrivo a Le Mans. Fu vinto dal tedesco Andreas Klöden della Astana davanti al francese Nicolas Vogondy e all'ucraino Vladimir Duma.

## Tappe
| Tappa  | Data      | Percorso                            | km  | Vincitore di tappa | Leader cl. generale |
| ------ | --------- | ----------------------------------- | --- | ------------------ | ------------------- |
| 1ª     | 10 aprile | La Roche-sur-Yon > Riaillé          | 190 | Angelo Furlan      | Angelo Furlan       |
| 2ª-1ª  | 11 aprile | Riaillé > Angers                    | 99  | Paride Grillo      | Angelo Furlan       |
| 2ª-2ª  | 11 aprile | Angers > Angers (cron. individuale) | 8   | Andreas Klöden     | Andreas Klöden      |
| 3ª     | 12 aprile | Angers > Mamers                     | 186 | Michael Albasini   | Andreas Klöden      |
| 4ª     | 13 aprile | Mamers > Le Mans                    | 188 | Chris Sutton       | Andreas Klöden      |
| Totale | Totale    | Totale                              | 674 |                    |                     |

## Dettagli delle tappe

### 1ª tappa
- 10 aprile: La Roche-sur-Yon > Riaillé – 190 km

| Pos. | Corridore          | Squadra         | Tempo    |
| ---- | ------------------ | --------------- | -------- |
| 1    | Angelo Furlan      | Crédit Agricole | 4h30'42" |
| 2    | Robert Förster     | Gerolsteiner    | s.t.     |
| 3    | Jean-Patrick Nazon | AG2R            | s.t.     |

| Pos. | Corridore      | Squadra         | Tempo    |
| ---- | -------------- | --------------- | -------- |
| 1    | Angelo Furlan  | Crédit Agricole | 4h30'32" |
| 2    | Kilian Patour  | Slipstream      | a 3"     |
| 3    | Robert Förster | Gerolsteiner    | a 4"     |

### 2ª tappa - 1ª semitappa
- 11 aprile: Riaillé > Angers – 99 km

| Pos. | Corridore          | Squadra      | Tempo    |
| ---- | ------------------ | ------------ | -------- |
| 1    | Paride Grillo      | Panaria      | 2h30'58" |
| 2    | Robert Förster     | Gerolsteiner | s.t.     |
| 3    | Jean-Patrick Nazon | AG2R         | s.t.     |

| Pos. | Corridore      | Squadra         | Tempo    |
| ---- | -------------- | --------------- | -------- |
| 1    | Angelo Furlan  | Crédit Agricole | 7h01'40" |
| 2    | Kilian Patour  | Slipstream      | a 3"     |
| 3    | Robert Förster | Gerolsteiner    | a 4"     |

### 2ª tappa - 2ª semitappa
- 11 aprile: Angers > Angers (cron. individuale) – 8 km

| Pos. | Corridore        | Squadra  | Tempo  |
| ---- | ---------------- | -------- | ------ |
| 1    | Andreas Klöden   | Astana   | 10'12" |
| 2    | Bradley Wiggins  | Cofidis  | a 2"   |
| 3    | Magnus Bäckstedt | Liquigas | a 12"  |

| Pos. | Corridore       | Squadra    | Tempo    |
| ---- | --------------- | ---------- | -------- |
| 1    | Andreas Klöden  | Astana     | 7h11'52" |
| 2    | Bradley Wiggins | Cofidis    | a 2"     |
| 3    | Kilian Patour   | Slipstream | a 11"    |

### 3ª tappa
- 12 aprile: Angers > Mamers – 186 km

| Pos. | Corridore        | Squadra           | Tempo    |
| ---- | ---------------- | ----------------- | -------- |
| 1    | Michael Albasini | Liquigas          | 4h33'42" |
| 2    | Vladimir Duma    | Ceramica Flaminia | a 4"     |
| 3    | Nicolas Vogondy  | Agritubel         | s.t.     |

| Pos. | Corridore       | Squadra           | Tempo     |
| ---- | --------------- | ----------------- | --------- |
| 1    | Andreas Klöden  | Astana            | 11h45'55" |
| 2    | Nicolas Vogondy | Agritubel         | a 4"      |
| 3    | Vladimir Duma   | Ceramica Flaminia | a 10"     |

### 4ª tappa
- 13 aprile: Mamers > Le Mans – 188 km

| Pos. | Corridore         | Squadra           | Tempo    |
| ---- | ----------------- | ----------------- | -------- |
| 1    | Chris Sutton      | Cofidis           | 4h13'52" |
| 2    | Markus Zberg      | Gerolsteiner      | s.t.     |
| 3    | Mikhaylo Khalilov | Ceramica Flaminia | s.t.     |

| Pos. | Corridore       | Squadra           | Tempo     |
| ---- | --------------- | ----------------- | --------- |
| 1    | Andreas Klöden  | Astana            | 15h58'47" |
| 2    | Nicolas Vogondy | Agritubel         | a 4"      |
| 3    | Vladimir Duma   | Ceramica Flaminia | a 10"     |

## Classifiche finali

### Classifica generale
| Pos. | Corridore          | Squadra           | Tempo     |
| ---- | ------------------ | ----------------- | --------- |
| 1    | Andreas Klöden     | Astana            | 15h58'47" |
| 2    | Nicolas Vogondy    | Agritubel         | a 4"      |
| 3    | Vladimir Duma      | Ceramica Flaminia | a 10"     |
| 4    | Matthieu Ladagnous | FDJ               | a 13"     |
| 5    | Michael Albasini   | Liquigas          | a 15"     |
| 6    | Vincenzo Nibali    | Liquigas          | a 16"     |
| 7    | Benoît Vaugrenard  | FDJ               | a 20"     |
| 8    | Maryan Hary        | Cofidis           | a 23"     |
| 9    | Markus Zberg       | Gerolsteiner      | s.t.      |
| 10   | Markus Fothen      | Gerolsteiner      | a 29"     |